# Rotenburg (Wümme)
Pour les articles homonymes, voir Rotenburg.
Rotenburg (Wümme) (en français Rotenbourg) est une ville allemande située dans le Land de Basse-Saxe. C'est le chef-lieu du Landkreis du même nom.

## Géographie
Rotenburg an der Wümme se situe dans le nord de l'Allemagne, au centre de la Basse-Saxe, sur les rives de la Wümme. La ville est à la même latitude que les villes de Brême et de Hambourg. Elle s'appelle Rotenburg an der Wümme pour la différencier de Rothenburg ob der Tauber en Bavière, de Rottenburg am Neckar dans le Bade-Wurtemberg et de Rotenburg an der Fulda dans le Land de Hesse.

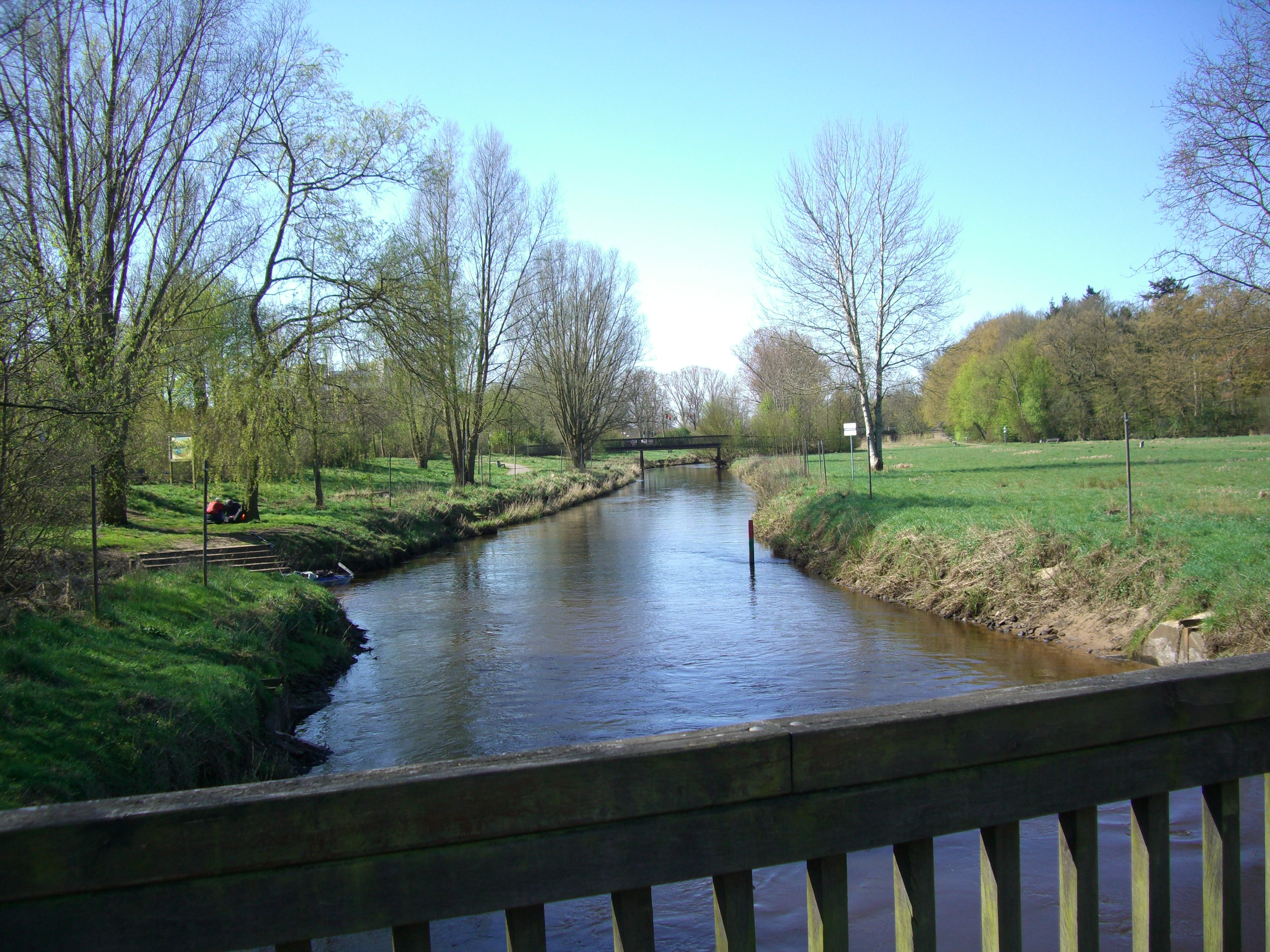
La rivière Wümme.

## Histoire
| Appartenances historiques Principauté épiscopale de Verden 1195-1648 Brême-et-Verden 1648-1807 Royaume de Westphalie 1807-1811 Empire français (Bouches-du-Weser) 1811-1814 Brême-et-Verden 1814-1823 Royaume de Hanovre 1823-1866 Royaume de Prusse (Province de Hanovre) 1866-1918 République de Weimar 1918-1933 Reich allemand 1933-1945 Allemagne occupée 1945-1949 Allemagne 1949-présent |

La ville fut fondée en 1195 lorsque le prince Rudolph de Verden fit construire en château en ces lieux. La ville appartenait donc à ce prince.
Dans le cimetière de Rotenburg an der Wümme, reposent 342 personnes de différentes nations qui ont trouvé la mort en détention dans le camp de concentration proche. Parmi elles, M. Franz Schneider a identifié M. Xavier Massoni qui fut Maire (Bürgermeister) de 1935 à 1937 de la commune de Moncale en Haute-Corse (France).
Le 7 mai 2015, avec le soutien de nombreux habitants, seront inaugurées 10 stèles portant les noms de tous les morts du camp de concentration.

## Jumelage
- Aalter (Belgique)
- Sainte-Foy-la-Grande (France)

## Tourisme
Le Musée juif de Rotenburg inauguré en 2010 décrit l'histoire et la culture de la communauté juive de la ville.
Cette description s'appuie sur la narration de l'histoire de la famille Cohn qui habitait la maison pendant plusieurs générations ce qui donna le nom de "Cohn-Scheune" à cette maison d'époque.